# Club Baloncesto Peixefresco Marín
El Club Baloncesto Peixefresco Marín, también conocido por motivos de patrocinio como Oposita Marín Ence Peixe Galego, es un equipo de baloncesto español con sede en la villa de Marín (Pontevedra), que compite en la Tercera FEB, cuarta división del baloncesto español. Disputa sus partidos en el Pabellón A Raña. 
En la temporada 2015-16 consigue ser campeón de la Copa LEB Plata y de la LEB Plata, logrando así el ascenso a la LEB Oro.

## Denominaciones
- Marín PeixeGalego (2005-2015)
- Marín Ence PeixeGalego (2015-2016)
- Marín PeixeGalego (2016-2017)
- Marín Ence PeixeGalego (2017-2021)
- Mundioma Marín Ence PeixeGalego (2021-2024)
- Oposita Marín Ence PeixeGalego (2024-)

## Trayectoria
| Temporada | Nivel | División    | Pos. | Postemporada              | LR    | PO       | Copa           | Copa |
| --------- | ----- | ----------- | ---- | ------------------------- | ----- | -------- | -------------- | ---- |
| 2005-06   | 5     | 1ª División | 3.º  | Ascenso                   | 16-12 | –        | –              | –    |
| 2006-07   | 4     | Liga EBA    | 12.º | –                         | 10-16 | –        | –              | –    |
| 2007-08   | 5     | Liga EBA    | 9.º  | –                         | 15-15 | –        | –              | –    |
| 2008-09   | 5     | Liga EBA    | 15.º | Descenso                  | 9-19  | –        | –              | –    |
| 2009-10   | 4     | Liga EBA    | 9.º  | –                         | 14-14 | –        | –              | –    |
| 2010-11   | 4     | Liga EBA    | 2.º  | Cuartos final (8.º)       | 15-5  | 4-2      | –              | –    |
| 2011-12   | 4     | Liga EBA    | 2.º  | Fase ascenso Gr A (4.º)   | 15–5  | 1-1      | –              | –    |
| 2012-13   | 4     | Liga EBA    | 2.º  | Fase final (9.º)/ Ascenso | 16-4  | 1–2      | –              | –    |
| 2013-14   | 3     | LEB Plata   | 11.º | –                         | 9-15  | –        | –              | –    |
| 2014-15   | 3     | LEB Plata   | 6.º  | Cuartos final (6.º)       | 16-12 | 1-2      | –              | –    |
| 2015-16   | 3     | LEB Plata   | 1.º  | Campeón/ Ascenso          | 20-6  | –        | Copa LEB Plata | C    |
| 2016-17   | 2     | LEB Oro     | 18.º | Descenso                  | 8-26  | –        | –              | –    |
| 2017-18   | 4     | Liga EBA    | 1.º  | Fase final (1.º)/ Ascenso | 30-0  | (1-0)3-0 | –              | –    |
| 2018-19   | 3     | LEB Plata   | 5.º  | Semifinal (3.º)/ Ascenso  | 19-15 | 1-1      | –              | –    |
| 2019-20   | 2     | LEB Oro     | 18.º | Descenso                  | 4-20  | –        | –              | –    |
| 2020-21   | 5     | 1ª División | 1.º  | Fase final (1.º)/ Ascenso | –     | 2-0      | –              | –    |
| 2021-22   | 4     | Liga EBA    | 7.º  | –                         | 15-15 | –        | –              | –    |
| 2022-23   | 4     | Liga EBA    | 2.º  | Fase final (16.º)         | 21-5  | (2-0)0-3 | –              | –    |
| 2023-24   | 4     | Liga EBA    | 5.º  | –                         | 16-10 | –        | –              | –    |
| 2024-25   | 4     | Tercera FEB | 2.º  | Playoff Gr. A (4.º)       | 21-5  | 1-1      | –              | –    |

## Palmarés
- Copa LEB Plata: (1)
  - 2015-16[7]
- LEB Plata: (1)
  - 2015-16
- Liga EBA: (1)
  - 2017-18
- 1ª División: (1)
  - 2020-21

## Jugadores destacados
| - James Hudson (baloncestista) - Alex Steele (baloncestista) - Djimadoum Bandoumel - Edmond Koyanouba - Cedric Belemene - Dino Erceg - David Marek - Jon Ander Aramburu - Joseba Aramburu - Lucho Fernández (baloncestista) - Luis González (baloncestista) - Albert Homs |  | - Antonio Izquierdo - Javier Llorente - Lino López - Javier Medori - Darío Suárez (baloncestista) - Mikel Úriz - Rati Baakashvili - Beqa Chikviladze - Nodar Sharabidze - Michael Bonaparte - Giorgos Dimitriou - Mark Mate |  | - José Acosta (baloncestista) - José Cabrera (baloncestista) - Yohansy Minaya - Sileye Dioum - Mihajlo Pesic - Kyrylo Podkovyrov - Mark DiRugeris Jr. - Al Rapier - Jonathan Schmidt - Garfield Blair - Ike Azotam - Javonte Green |